# Världsmästerskapen i skidskytte 2013
Världsmästerskapen i skidskytte 2013 avgjordes vid Vysočina Arena i Nové Město na Moravě, Tjeckien, den 7-17 februari 2013. Nové Město vann omröstningen om världsmästerskapet över Oslo, Norge och Kontiolax, Finland.
Nové Město var även med i omröstningen om att få arrangera världsmästerskapen i skidskytte 2012, men förlorade omröstningen mot Ruhpolding i Tyskland.
I Sverige stod SVT och Eurosport för sändningarna.
Norskan Tora Berger blev historisk som den första skidskytten som tog medalj i samtliga sex grenar i ett och samma mästerskap (fördelade över fyra guld och två silver).
Norge dominerade i detta mästerskap och tog åtta av elva möjliga guld.

## Ansökande städer
- Nové Město na Moravě, Tjeckien - Vinnare
- Kontiolax, Finland
- Oslo, Norge

## Tävlingsdatum
| Datum       | Gren                      |
| ----------- | ------------------------- |
| 7 februari  | Mixstafett                |
| 9 februari  | Herrar 10 km sprint       |
| 9 februari  | Damer 7,5 km Sprint       |
| 10 februari | Herrar 12,5 km jaktstart  |
| 10 februari | Damer 10 km jaktstart     |
| 13 februari | Damer 15 km distans       |
| 14 februari | Herrar 20 km distans      |
| 15 februari | Damer 4 x 6 km stafett    |
| 16 februari | Herrar 4 x 7,5 km stafett |
| 17 februari | Damer 12,5 km masstart    |
| 17 februari | Herrar 15 km masstart     |

## Resultat
Klicka på respektive disciplin för att se mer information om den 

### Mixstafett
| Datum           | Disciplin                       | Guld                                                             | Silver                                                                      | Brons                                                                       |
| 7 februari 2013 | Mixstafett (2 x 6 + 2 x 7,5 km) | Norge Tora Berger Synnøve Solemdal Tarjei Bø Emil Hegle Svendsen | Frankrike Marie-Laure Brunet Marie Dorin Habert Alexis Bœuf Martin Fourcade | Tjeckien Veronika Vítková Gabriela Soukalová Jaroslav Soukup Ondřej Moravec |

### Herrar
| Datum            | Disciplin            | Guld                                                                        | Silver                                                                      | Brons                                                              |
| 9 februari 2013  | Sprint (10 km)       | Emil Hegle Svendsen                                                         | Martin Fourcade                                                             | Jakov Fak                                                          |
| 10 februari 2013 | Jaktstart (12,5 km)  | Emil Hegle Svendsen                                                         | Martin Fourcade                                                             | Anton Sjipulin                                                     |
| 14 februari 2013 | Distans (20 km)      | Martin Fourcade                                                             | Tim Burke                                                                   | Fredrik Lindström                                                  |
| 16 februari 2013 | Stafett (4 x 7,5 km) | Norge Ole Einar Bjørndalen Henrik L’Abée-Lund Tarjei Bø Emil Hegle Svendsen | Frankrike Simon Fourcade Jean-Guillaume Béatrix Alexis Bœuf Martin Fourcade | Tyskland Simon Schempp Andreas Birnbacher Arnd Peiffer Erik Lesser |
| 17 februari 2013 | Masstart (15 km)     | Tarjei Bø                                                                   | Anton Sjipulin                                                              | Emil Hegle Svendsen                                                |

### Damer
| Datum            | Disciplin          | Guld                                                                | Silver                                                               | Brons                                                                |
| 9 februari 2013  | Sprint (7,5 km)    | Olena Pidhrusjna                                                    | Tora Berger                                                          | Vita Semerenko                                                       |
| 10 februari 2013 | Jaktstart (10 km)  | Tora Berger                                                         | Krystyna Pałka                                                       | Olena Pidhrusjna                                                     |
| 13 februari 2013 | Distans (15 km)    | Tora Berger                                                         | Andrea Henkel                                                        | Valj Semerenko                                                       |
| 15 februari 2013 | Stafett (4 x 6 km) | Norge Hilde Fenne Ann Kristin Flatland Synnøve Solemdal Tora Berger | Ukraina Julija Dzjyma Vita Semerenko Valj Semerenko Olena Pidhrusjna | Italien Dorothea Wierer Nicole Gontier Michela Ponza Karin Oberhofer |
| 17 februari 2013 | Masstart (12,5 km) | Darja Domratjeva                                                    | Tora Berger                                                          | Monika Hojnisz                                                       |

## Medaljligan
| Pl. | Nation      | Guld | Silver | Brons | Totalt |
| --- | ----------- | ---- | ------ | ----- | ------ |
| 1   | Norge       | 8    | 2      | 1     | 11     |
| 2   | Frankrike   | 1    | 4      | 0     | 5      |
| 3   | Ukraina     | 1    | 1      | 3     | 5      |
| 4   | Vitryssland | 1    | 0      | 0     | 1      |
| 5   | Tyskland    | 0    | 1      | 1     | 2      |
| 5   | Polen       | 0    | 1      | 1     | 2      |
| 5   | Ryssland    | 0    | 1      | 1     | 2      |
| 8   | USA         | 0    | 1      | 0     | 1      |
| 9   | Tjeckien    | 0    | 0      | 1     | 1      |
| 9   | Slovenien   | 0    | 0      | 1     | 1      |
| 9   | Sverige     | 0    | 0      | 1     | 1      |
| 9   | Italien     | 0    | 0      | 1     | 1      |
|     | Totalt      | 11   | 11     | 11    | 33     |

### Individuellt
Alla utövare med minst 1 guld eller 2 medaljer.
| Pl. | Nation                     | Guld | Silver | Brons | Totalt |
| --- | -------------------------- | ---- | ------ | ----- | ------ |
| 1   | Tora Berger (NOR)          | 4    | 2      | 0     | 6      |
| 2   | Emil Hegle Svendsen (NOR)  | 4    | 0      | 1     | 5      |
| 3   | Tarjei Bø (NOR)            | 3    | 0      | 0     | 3      |
| 4   | Synnøve Solemdal (NOR)     | 2    | 0      | 0     | 2      |
| 5   | Martin Fourcade (FRA)      | 1    | 4      | 0     | 5      |
| 6   | Olena Pidhrusjna (UKR)     | 1    | 1      | 1     | 3      |
| 7   | Ole Einar Bjørndalen (NOR) | 1    | 0      | 0     | 1      |
| 7   | Henrik L'Abée-Lund (NOR)   | 1    | 0      | 0     | 1      |
| 7   | Hilde Fenne (NOR)          | 1    | 0      | 0     | 1      |
| 7   | Ann Kristin Flatland (NOR) | 1    | 0      | 0     | 1      |
| 7   | Darja Domratjeva (BLR)     | 1    | 0      | 0     | 1      |
| 12  | Alexis Bœuf (FRA)          | 0    | 2      | 0     | 2      |
| 13  | Valj Semerenko (UKR)       | 0    | 1      | 1     | 2      |
| 13  | Vita Semerenko (UKR)       | 0    | 1      | 1     | 2      |
| 13  | Anton Sjipulin (RUS)       | 0    | 1      | 1     | 2      |